# Borís Kozo-Polianski
Borís Mijáilovich Kozo-Polianski (en ruso Борис Михайлович Козо-Полянский, frecuentemente transliterado como Boris Mikhailovic Koso-Poljansky) (1890 - 1957 ) fue un botánico y notable estudioso de la simbiogénesis.
En 1914 se graduó de la Universidad de Moscú. En 1920 se convirtió en profesor en la Universidad de Vorónezh.

## Algunas publicaciones
- 1924. Symbiogenesis: A New Principle of Evolution. En junio de 2009 ha sido aceptada para su reedición por Harvard Univ. Press, promovida por Lynn Margulis, y traducido del ruso por Victor Fet[1]

## Honores

### Eponimia
Género
- (Apiaceae) Kosopoljanskia Korovin[2]

Especies
- (Apiaceae) Bupleurum koso-polianskyi Grossh.[3]

- (Apiaceae) Ferula koso-poljanskyi Korovin[4]

- (Primulaceae) Androsace koso-poljanskii Ovcz.[5]

- (Rosaceae) Rosa koso-poljanskii Chrshan.[6]

- La abreviatura «Koso-Pol.» se emplea para indicar a Borís Kozo-Polianski como autoridad en la descripción y clasificación científica de los vegetales.[7]